# Дубровка (Кимрский район)
Дубровка — деревня в Кимрском районе Тверской области. Входит в состав Центрального сельского поселения.

## География
Находится в юго-восточной части Тверской области на расстоянии приблизительно 3 км на запад по прямой от районного центра города Кимры в левобережной части района.

## История
Известна была с 1635 года как деревня с 1 двором. В 1781 году это деревня (тогда Дубровская) с 7 дворами. В 1859 году здесь (деревня Корчевского уезда Тверской губернии) было учтено 6 дворов, в 1887 — 22. Ныне имеет дачный характер.

## Население
Численность населения: 44 человека (1781 год), 71 (1859), 108 (1887), 0 как в 2002 году, так и в 2010.

### Известные жители
- Божаткин, Михаил Иванович (1920—2010) — писатель, поэт и журналист; почётный гражданин города Николаева (2004).